# Robinson Cabrera
Robinson Cabrera (Ciudad Ojeda, 26 de febrero de 1992), es un beisbolista profesional venezolano que juega en Tigres de Aragua de la Liga Venezolana de Béisbol Profesional desde 2024.
Ha sido reconocido como jugador más valioso y líder de cuadrangulares en dos temporadas distintas en Colombia, donde representó a dicho país en la Serie del Caribe con diferentes equipos de la Liga Profesional de Béisbol Colombiano, alcanzando en el título por primera vez para este país en la edición 2022, fungiendo como refuerzo del equipo Caimanes de Barranquilla.

## Primeros años
Nacido en Ciudad Ojeda, el criado en "La L" Robinson Cabrera ha participado como refuerzo en varias ocasiones para otros clubes de Colombia. Juega en los jardines, cuadro interior, y últimamente es utilizado como bateador designado. En Venezuela, con el equipo Doña Chucha, tuvo la oportunidad de viajar a diferentes estados del país, representando al Estado Zulia en 15 campeonatos nacionales, entre Criollitos de Venezuela y Federado, incluyendo 3 nacionales de categoría Adulto y 2 con la selección de Softbol del Estado Zulia. Participó un año en la Liga Profesional de Softbol Profesional con el equipo Sureños Soy; Liga Nacional Bolivariana con los equipos Centauros de Cabimas, Relámpagos del Zulia, Trujillanos BBC, Cóndor de Mérida.
En su país natal, no tuvo la oportunidad de demostrar su talento en algún equipo profesional, pero en Colombia fue firmado para jugar béisbol y representar a la nación neogranadina.

## Carrera profesional

### Debut en Colombia: Tiburones y Caimanes (2016)
El jugador Efraín Contreras, quien jugaba con los Trujillanos lo invitó a participar en el béisbol colombiano, abriéndole las puertas a esa posibilidad. Su oportunidad en Colombia llegó con los Tiburones de Lorica en la Liga de Verano, finalmente, el equipo profesional Caimanes de Barranquilla le firma con el cual debuta el 24 de noviembre de 2016.

### Toros de Sincelejo (2017 - 2018)
La temporada siguiente fue firmado por el equipo Toros de Sincelejo, con el cual se mantuvo en las siguientes temporadas. Reforzó a Leones de Montería para la final de la temporada 2017-2018 contra Toros de Sincelejo, donde salieron campeones y fungió como el jugador más valioso de la temporada.
Al siguiente año, en una liga de 40 partidos, los números de Cabrera durante la temporada regular fueron con average de .317, líder en slugging con .508, colíder en anotadas con 23, 40 hits, 19 impulsadas, líder en bases alcanzadas con 64, 3 triples y 4 jonrones. Además, Cabrera fue el líder ofensivo de un equipo que se mantuvo de primero durante la temporada regular, pero fue eliminado por los Vaqueros de Montería, club al cual reforzó y acompañará a la Serie del Caribe en San Juan, Puerto Rico ante la ausencia de Cuba.

### Caimanes de Barranquilla (2021 - 2022)
En el año siguiente, se alistó con la casaca de los Caimanes de Barranquilla, club con que viajó a México para representar a Colombia en la Serie del Caribe 2021. Al año siguiente, nuevamente representaría la camiseta del equipo, esta vez, superando sus anteriores participaciones al terminar en la tercera posición en la primera ronda del todos contra todos, y vencer posteriormente a Navegantes del Magallanes en semifinal y a Gigantes del Cibao en la final, para proclamarse campeones de dicho certamen.

### Debut en Venezuela: Caciques de Distrito (2022 - 2024)
En noticieros deportivos venezolanos se especulaba que Cabrera jugaría en Venezuela para la temporada 2022, siendo Tigres de Aragua de la Liga Venezolana de Beisbol Profesional el equipo que inicialmente haría un acercamiento, sin embargo, el jugador fue contratado por Caciques de Distrito de la Liga Mayor de Béisbol Profesional.
Su nombre quedó registrado como el primer jugador en la historia de Caciques en conseguir el Jugador más valioso de la semana en la temporada debut de su organización.

## Títulos, premios y logros

### Títulos
- Serie del Caribe 2022: Campeón con Caimanes de Barranquilla (Colombia)

### Premios
- Jugador más valioso: Premio Orlando Ramírez (Liga Colombiana de Béisbol Profesional 2017-18)
- Líder de cuadrangulares: Premio Edgar Rentería (Liga Colombiana de Béisbol Profesional 2019-20)

### Logros
- En la Liga de Verano de Béisbol Profesional 2016, alcanzó los mejores números en la temporada como porcentaje de bateo (.335), carreras anotadas (37), hits (60, compartido con Diover Ávila) y robo de base (11). En la siguiente temporada, sobresaldría en el robo de base con 12 bases robadas.
- Se ha convertido en el primer venezolano campeón en el béisbol colombiano, a su vez, participó de manera importante con el primer equipo colombiano en ganar la Serie del Caribe, superando a países acostumbrados a ser laureados como Venezuela y República Dominicana en la fase final.
- Se convirtió en el primer jugador en obtener el Jugador de la Semana en dos oportunidades en la Liga Mayor de Béisbol Profesional.[28]